# Ливн, Валентин Викторович
Валентин Викторович Ливн (12 апреля 1936, Пятигорск, Северо-Кавказский край — 13 апреля 2023) — советский и российский художник, Заслуженный деятель искусств Чечено-Ингушской АССР (1974), Заслуженный работник культуры Ханты-Мансийского автономного округа, член Союза художников России (1968).

## Биография
Родился 12 апреля 1936 года в Пятигорске. Семья какое-то время жила в Вильнюсе. В 1949 году переехал в Грозный, где начал заниматься в кружке изобразительного искусства. После окончания школы поступил в Краснодарское художественное училище. В 1963 году, окончив училище по специальности «учитель рисования и черчения», вернулся в Грозный, где работал в школе учителем рисования и черчения, преподавал в детской художественной школе.
В 1972 году был делегатом III съезда художников РСФСР от Чечено-Ингушетии, где был избран в состав ревизионной комиссии. С 1994 года живёт в посёлке Новоаганск (Нижневартовский район, Ханты-Мансийский автономный округ — Югра).
Более 20 воспитанников Ливна поступили в средние и высшие специальные учебные заведения.
Умер 13 апреля 2023 года.

## Работы
- Фрески на зданиях Старопромысловского района Грозного (уничтожены в ходе ремонтных работ в 2005 году)[3];
- интерьеры зданий общественного и культурного назначения на территории Нижневартовского района[2];
- монументально-декоративная композиция к 35-летию Новоаганска, посвящённая первопроходцам посёлка (2000 год, в соавторстве с сыном Александром Валентиновичем Ливном)[2].

## Награды и звания
- Заслуженный деятель искусств Чечено-Ингушской АССР (1974)[3];
- Заслуженный деятель культуры Ханты-Мансийского автономного округа (29.11.2012)[5][3];
- Нагрудный знак Министерства культуры и массовых коммуникаций Российской Федерации «За высокие достижения» (2007)[2];
- Золотая медаль Союза художников России «Духовность, традиция, мастерство» (2016)[3].